# Paul Ratouis de Limay
Paul Ratouis de Limay, né le 15 septembre 1881 à Paris et mort le 30 avril 1963 dans la même ville, est un archiviste, conservateur des bibliothèques et historien de l'art français, spécialiste du pastel en France. Il est notamment connu pour son Dictionnaire des pastellistes, publié en 1946.

## Biographie
Paul Marie Ratouis de Limay naît le 15 septembre 1881 à Paris. Il est le fils d'Alexis Ratouis et de Marie Clotilde Lanos Cadet de Limay, et a deux frères, Louis et Henry.
En 1907, il publie Un amateur orléanais au XVIIIe siècle, Aignan-Thomas Desfriches (1715-1800), portant sur la vie, l’œuvre et la correspondance de son ancêtre, le collectionneur d'art et dessinateur Aignan-Thomas Desfriches. Le 1er juillet de la même année, il devient membre de la Société de l'Histoire de l'Art français, dont il est le secrétaire adjoint de 1911 à 1918, puis le secrétaire général de 1921 à 1931, avant d'en devenir le président, de 1933 à 1934 et, de nouveau, de 1945 à 1946.
De 1923 à 1932, il occupe le poste d'archiviste et chef du service des archives photographiques du ministère de l'Instruction publique et des Beaux-Arts. En 1926, il est fait chevalier de la Légion d'honneur pour son travail. De 1932 jusqu'en 1960, il est conservateur en chef de la bibliothèque des Arts décoratifs.
Il meurt le 30 avril 1963 dans sa ville natale, Paris.

## Ouvrages
- Un amateur orléanais au XVIIIe siècle, Aignan-Thomas Desfriches (1715-1800) : sa vie, son œuvre, ses collections, sa correspondance (préf. Charles-Philippe de Chennevières), Paris, Honoré Champion, 1907.
- Les artistes écrivains, Paris, éd. Alcan, 1921.
- Avec Léandre Vaillat, J.-B. Perronneau (1715-1783), sa vie et son oeuvre, Paris, éd. Van Oest, 1923.
- Musée du Louvre : les pastels du XVIIe et du XVIIIe siècle, Paris, Albert Morancé, 1925.
- Avec Émile Dacier, Exposition de pastels français du XVIIe et du XVIIIe siècle, Paris, G. Vanoest, 1927.
- Pastels français des XVIIe et XVIIIe siècles (préf. David David-Weill), Paris, G. Van Oest, 1927.
- Le Pastel en France au XVIIIe siècle, Paris, éd. Baudinière, 1946. La seconde partie de l'œuvre n'est autre que le Dictionnaire des pastellistes (p. 153-224) de Ratouis de Limay.